# Malgana
Malgana är ett utdött australiskt språk. Malgana bar ett språk som talades i Väst-Australien och tillhörde de pama-nyunganska språken.